# Gabriela Mihalcea
Gabriela Mihalcea (* 27. Januar 1964) ist eine ehemalige rumänische Stabhochspringerin.
Sie war zuerst Hochspringerin. Nach einem positiven Dopingtest wurde sie 1987 für zwei Jahre gesperrt. Als in den 1990er Jahren Stabhochsprung auch für Frauen zugelassen wurde, wechselte sie die Disziplin. Bei den Leichtathletik-Halleneuropameisterschaften 1996 gewann sie Bronze und bei den Leichtathletik-Europameisterschaften 1998 wurde sie Fünfte. Außerdem nahm sie an den Leichtathletik-Hallenweltmeisterschaften 1997 und den Leichtathletik-Hallenweltmeisterschaften 1999 teil.